# Christoph Corvin

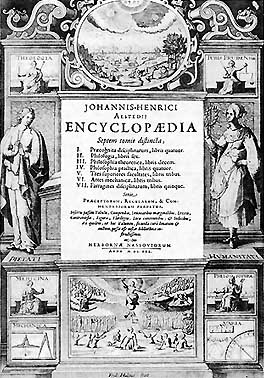
Die von Corvin gedruckte „Encyclopaedia“ Johann Heinrich Alsteds

Christoph Corvin, auch: Corvinus, Rabe (* 1552 in Zürich; † 19. Januar 1620 in Herborn) war ein deutscher Buchdrucker und Verleger. Er war der erste und bedeutendste Buchdrucker in der Geschichte der Hohen Schule Herborn.

## Leben
Corvin war der Sohn des Buchdruckers Georg Rab aus Pforzheim. In Zürich besuchte Corvin das dortige Gymnasium und begann 1570 an der Universität Heidelberg zu studieren. Zwei Jahre später wechselte er nach Wittenberg und beendete sein Studium 1574 an der Universität Wien.
Seit 1575 war er im väterlichen Druckerei- und Verlagsbetrieb zu Frankfurt am Main tätig, den er 1580 übernahm. Die wachsende Abneigung des Frankfurter Rats gegen die Ausübung des reformierten Glaubens, zu dem sich Corvin bekannte, und die scharfe Überwachung des Buchdrucks durch die kaiserliche Bücherkommission in Frankfurt seit 1580 verleideten Corvin den Aufenthalt hier.
In diesem Jahr heiratete Corvin Anna Hagen, die Witwe des lutherischen Pastors Jakob Hagen.
Er nahm daher am 15. Juli 1585 die Berufung als akademischer Drucker nach Herborn an. Trotz der Einschränkungen durch seinen Druckervertrag (scharfe Vorzensur aller Druckerzeugnisse durch den Schulrat der Herborner Hochschule bzw. den Grafen) konnte Corvin seinen Betrieb stark erweitern und mit der wachsenden Blüte der Herborner Hochschule Schritt halten. 1589 heiratete Corvin zum zweiten Mal: Ursula Hilgard, eine Tochter des Wetterauer Amtmannes Hilgard.
Bis 1592 ist daneben noch seine Druckerei und sein Verlag in Frankfurt nachweisbar. 1595 folgte er mit seinem Druckereibetrieb der Hochschule vorübergehend nach Siegen. 1599 beschäftigte er bereits zehn Gesellen und einen Korrektor. Die Gesamtzahl der Drucke aus seiner Presse – als Titelvignette trugen sie das auf seinen Namen deutende Bild, wie die Raben dem Elias Brot bringen – übersteigt bei weitem 1000, alle in schöner Druckausstattung und fehlerfreiem Satz, aber puritanisch schmucklos. Die Hälfte aller Drucke entstammen der Feder Herborner Professoren, sämtliche dem reformierten Glaubensbereich.
1602 heiratete Corvin ein drittes Mal: Anna Herrmann, eine Tochter von Johann Jakob Herrmann aus Herborn. Mit seinen drei Ehefrauen hatte Corvin insgesamt 17 Kinder.
Corvin war nicht nur der erste, sondern auch der bedeutendste Drucker der nassauischen Stammlande. Neben seiner Druckerei unterhielt er auch einen umfangreichen Buchhandel, da er vertraglich zur Belieferung der Herborner Professoren und Studenten sowie der gräflichen Bibliothek mit Neuerscheinungen verpflichtet war. Corvin war auch wegen seiner Mildtätigkeit hochgeachtet.

## Bei Corvinus gedruckte Werke
Zu den bedeutendsten bei Corvinus gedruckten Werken gehören die Piscatorbibel (Übersetzung und Kommentar von dem Herborner Theologieprofessor Johannes Piscator) in drei Ausgaben (1602–1604, 1604–1606 und 1617), die Politica des Johannes Althusius und Johann Heinrich Alsteds Enzyklopädie.
Zu den verbreitetsten bei Corvinus gedruckten Werken gehören seine Lutherbibel seit 1595, das reformierte Gesangbuch (aus der Lobwasserschen Psalmenübersetzung) und der Katechismus, beide fast alljährlich neu aufgelegt. Bekannt wurde er auch durch seine Bibelübersetzungen, die er 1615 zum Tode Caesars herausbrachte.